# Triisodon

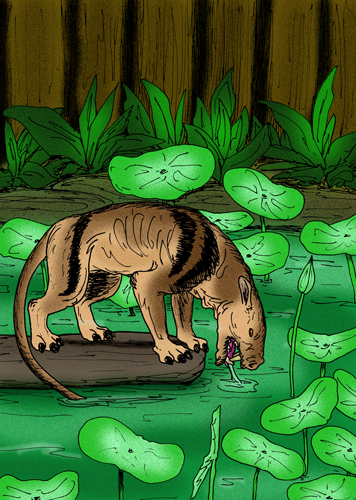
Recreación en vida

Triisodon es un género extinto de mamíferos mesoniquios que existió durante el Paleoceno en América del Norte. Es conocido por ser uno de los mamíferos más grandes del Paleoceno. Se caracteriza por sus grandes mandíbulas, las cuales pudieron tener caninos grandes y fuertes.

## Especies
- Género Triisodon
  - Triisodon quivirensis Cope, 1881
  - Triisodon heilprinianus Cope, 1882